# 清乾隆各种釉彩大瓶
清乾隆各种釉彩大瓶，北京故宫博物院收藏的一件清朝乾隆年间官窑烧制的瓷器大瓶，属于清宫旧藏，因其集各种釉彩于一身而著称，有“瓷母”的美誉。

## 名称
清乾隆各种釉彩大瓶的故宫底账名为乾隆款多色地青花斗彩什锦双耳大瓶，全国馆藏文物数据库登记名称为各色釉彩大瓶，1995年出版的《故宫珍藏》一书称之为各色釉大瓶，该瓶还被称为多色彩釉大瓶、各种釉彩大瓶等。该瓶有“瓷母”之称，该名最早出自北京故宫博物院研究员、文物鉴定专家耿宝昌所著的《明清瓷器鉴定》一书。

## 形制
该瓶高86.4厘米，口径27.4厘米，足径33厘米。洗口、长颈、长圆腹、圈足外撇。自上而下共有15个装饰层，彩釉间以金彩圈线相隔，颈部有两个金彩螭耳。该瓶汇集各种高温、低温釉彩于一身，有包括金彩、珐琅彩、斗彩、青花、仿哥釉、仿官釉、仿汝釉、窑变釉、松石绿釉、粉青釉、霁蓝釉、酱釉等17种不同的釉彩。
大瓶腹部为主题纹饰，霁蓝釉描金的色地，上有十二幅长方形粉彩开光吉祥图案，写实图案及纹饰各半，间隔排列。六幅写实图案为“三阳开泰”、“吉庆有余”、“丹凤朝阳”、“太平有象”、“仙山琼阁”和“博古九鼎”。六幅纹饰为蝙蝠、卍字、花卉、蟠螭、灵芝和如意。
| 部位         | 层数         | 釉彩           | 烧造工艺                | 说明                                                                   |
| ------------ | ------------ | -------------- | ----------------------- | ---------------------------------------------------------------------- |
| 瓶口及肩部   | 1            | 珐琅彩         | 低温釉上彩              | 纹饰为胭脂紫地缠枝宝相花                                               |
| 瓶口及肩部   | 2            | 洋彩           | 低温釉上彩              | 纹饰为松石绿地缠枝莲                                                   |
| 瓶口及肩部   | 3            | 仿哥釉         | 高温单色釉              |                                                                        |
| 瓶口及肩部   | 4            | 青花           | 高温釉下彩              | 纹饰为缠枝莲。具有明显的乾隆时期青花风格                               |
| 耳部         | 耳部         | 金彩           | 低温釉上彩              | 青花层处设有两个螭龙耳                                                 |
| 肩部         | 5            | 松石绿釉       | 低温颜色釉              | 因颜色与绿松石相似而得名                                               |
| 肩部         | 6            | 仿钧窑的窑变釉 | 高温颜色釉              | 高温铜红釉                                                             |
| 肩部         | 7            | 斗彩           | 高温釉下彩 + 低温釉上彩 | 纹饰为缠枝宝相花                                                       |
| 肩部         | 8            | 粉青釉         | 高温单色釉              | 贴塑凸皮球花                                                           |
| 腹部         | 9            | 霁蓝釉、金粉   | 高温颜色釉              | 大瓶腹部为主题纹饰，霁蓝釉描金的色地，上有十二幅长方形粉彩开光吉祥图案 |
| 腹部         | 9            | 粉彩           | 低温釉上彩              | 大瓶腹部为主题纹饰，霁蓝釉描金的色地，上有十二幅长方形粉彩开光吉祥图案 |
| 腹部         | 10           | 仿官釉         | 高温单色釉              |                                                                        |
| 腹部         | 11           | 青花           | 高温釉下彩              | 纹饰为缠枝莲。仿明代永宣风格的青花                                     |
| 足部         | 12           | 粉彩           | 低温釉上彩              | 绿地覆变形蕉叶纹                                                       |
| 足部         | 13           | 珊瑚红釉、金彩 | 高温颜色釉              | 金彩为回纹                                                             |
| 足部         | 14           | 仿汝釉         | 高温单色釉              |                                                                        |
| 足部         | 15           | 酱釉、金彩     | 高温单色釉              | 金彩为卷草纹                                                           |
| 瓶内及圈足内 | 瓶内及圈足内 | 松石绿釉       | 低温颜色釉              |                                                                        |
| 落款         | 落款         | 青花           | 高温釉下彩              | 外瓶底署有青花篆书“大清乾隆年制”六字三行款                             |

## 制作
该瓶被认为制作于乾隆晚年，是督陶官唐英在任时，由江西景德镇御窑厂的工匠烧造而成。由于釉彩种类繁多，烧造难度极高，《国家宝藏》节目中称其需要反复入窑烧制17次，假使每次烧制成功率为70%，最终成功率仅有0.23%。不过根据《故宫辞典》和《中国文物精华大辞典》等书中记载，该瓶为分段烧制后粘合而成。若按颈、肩、腹、足等部位分段烧制，每个部位最多有五种釉彩，若仍按每次烧制成功率为70%计算，每段烧制成功的概率将提高至16.8%。

## 相关
清乾隆各种釉彩大瓶是故宫博物院参加综艺节目《国家宝藏》的三件文物之一，由王凯担任明星守护人。节目中该瓶被调侃体现了乾隆皇帝“农家乐”审美品位，且该瓶展示了中国古代工匠高超的烧造技艺而称为网友热议话题。
故宫所藏各种釉彩大瓶曾长期被认为是存世孤品，如故宫博物院研究员、陶瓷专家叶佩兰就曾在采访中称故宫所藏各色大瓶为孤品。然而，2014年9月17日，一件几乎相同的大瓶出现在美国波士顿史古纳拍卖行“亚洲艺术品”拍卖上，并最终为中国买家以2200万美元（约合1.35亿元人民币）竞得，加上佣金的成交价为2472.3万美元（约合1.51亿元人民币）。